# Upper Breinton
Upper Breinton – wieś w Anglii, w hrabstwie Herefordshire. Leży 5 km na zachód od miasta Hereford i 193 km na zachód od Londynu.